# Pont suspendu des Andelys
Le pont suspendu des Andelys franchit la Seine sur une longueur de cent cinquante mètres, reliant la commune déléguée de Tosny à la commune Andelys.

## Historique
Avant que de véritables ponts ne voient le jour, ce sont des passages d'eau qui se sont succédé pour relier le Petit-Andely et Port-Morin (nom du quartier de Tosny). L'histoire récente se rappelle un pont du XVIIe siècle . 
Le 20 août 1813, le passage de Port-Morin se dote d'un bac guidé, non par un câble subaquatique comme prescrit par l'arrêté préfectoral, mais par une corde sur pylônes, tendue entre les deux rives .
25 ans plus tard, en 1835, sont publiés , les premiers cahiers des charges en vue de livrer un pont suspendu sur le site actuel. Il est inauguré en 1838. Le pont est concédé à un exploitant qui se rémunère par un péage  pendant une durée initiale de 14 ans et 5 mois. 
Ce pont suspendu est constitué d'une seule arche et mesure 163 mètres; il est construit alors par le duo Ferdinand Jean Bayard de la Vingtrie (1791-1852), adjudicataire  & Marie Fortuné de Vergès, tous deux ingénieurs des ponts et chaussées .
La concession est renouvelée pour une durée de 60 ans  à partir du 1er septembre 1852.
Les guides touristiques d'alors en font mention .

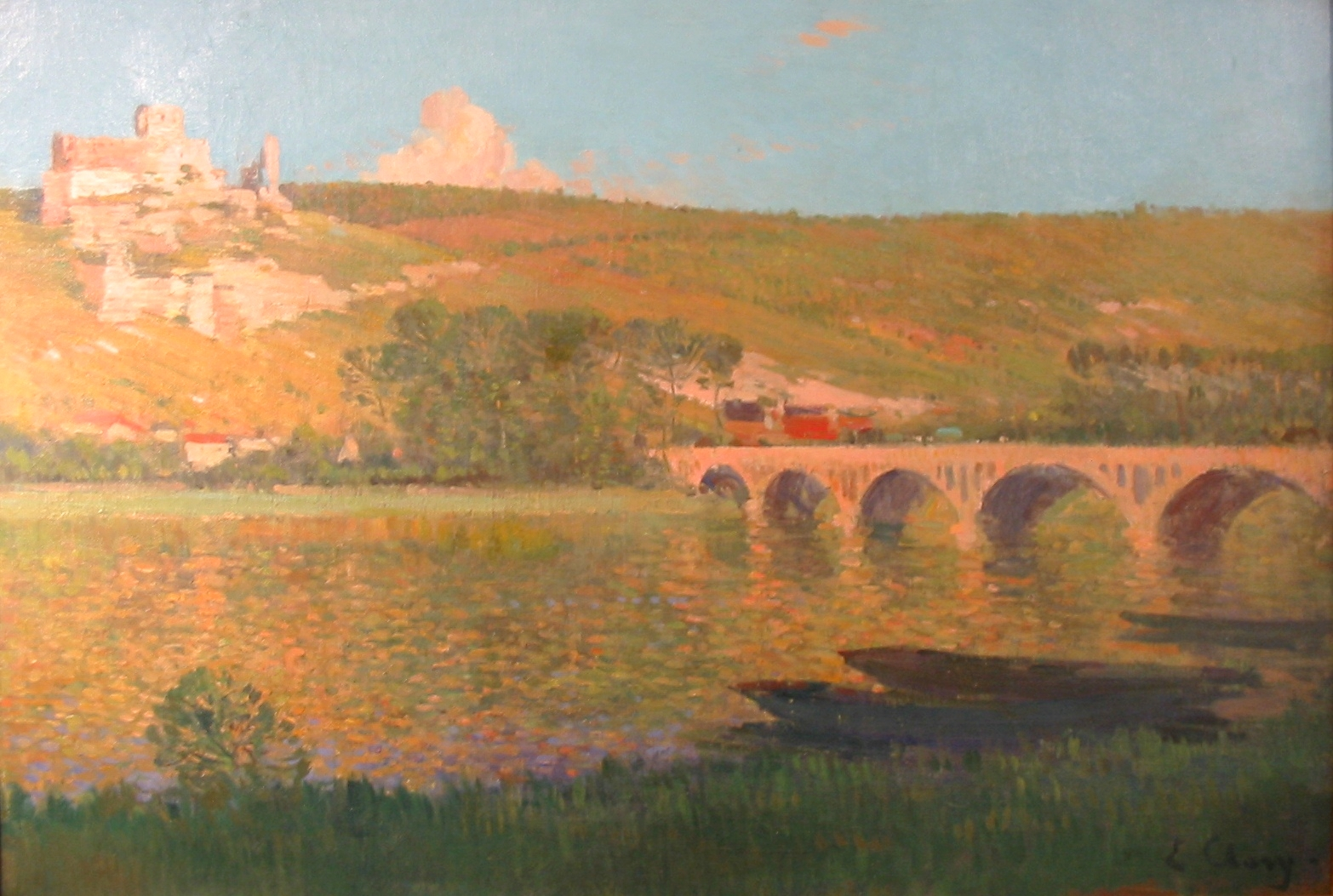
La Seine et Château-Gaillard
par Eugène Clary
Le pont en pierre est à l'honneur.

Suivant le sort d'autres ponts sur la Seine, ce premier pont est détruit en 1870 préventivement devant l'avance prussienne.
En mai 1872, comme à Courcelles-sur-Seine, c'est le choix d'un pont en pierre qui est opéré.
Les travaux touchent à leur fin en novembre 1873 et la livraison à la circulation a lieu le 1er décembre 1873. Les dimensions sont de 181,60 m de longueur entre culées et une largeur de 7,20 m . Ce pont comporte 4 arches en anse de panier de 35 m d'ouverture. Le coût final de ce projet est de 300 334 francs.
Devant les difficultés de la circulation batelière, un autre pont est lancé en 1914. Compte tenu des circonstances de guerre, il n'est inauguré qu'en 1920.
L'entrepreneur spécialiste retenu est Ferdinand Arnodin sur la forme ancienne du pont suspendu . Ce pont métallique a été monté par-dessus le pont de pierre à titre d'échafaudage, ce dernier étant détruit à la fin de l'assemblage.

## Destruction de juin 1940
Une unité du Groupe franc motorisé de cavalerie est chargée de contenir le déferlement allemand. Alors que le bombardement aérien de la ville commence le 8 juin, le 2e GFC s'oppose aux forces terrestres ennemies le 9 juin et le pont est alors pétardé. De la rive gauche, le groupe franc harcèle les troupes qui traversent la Seine sur un pont provisoire. Le lieutenant Pierre Heilbronn trouve la mort lors des combats.

## Descriptif
Les Andelys sont notamment desservis par la RD 135, qui y prend fin, ayant sa source à Heudebouville. 
Un pont routier suspendu reconstruit après la Seconde guerre mondiale traverse la Seine entre la rive gauche vers Tosny et Bernières-sur-Seine et la rive droite andelysienne. C'est le seul pont existant entre Courcelles-sur-Seine et Saint-Pierre-du-Vauvray, en faisant toutefois abstraction de la passerelle Muids-Bernières. L'ouvrage a été réalisé par la société Baudin Chateauneuf (dont le siège occupe la même ville que celle des usines de son concepteur initial Ferdinand Arnodin). En 1988, la même entreprise a procédé à une mise à niveau des câbles et des suspentes. Le coût de travaux sur la période 2020-2022 s'élève à 3,5 millions d'euros à la charge du Département.
De nos jours, seul un trottoir (côté droit en franchissant le pont vers Bernières/Tosny) est disponible aux piétons.

## Impacts du trafic
En 2021, le pont supporte la circulation de plus 4 000 véhicules/jour, dont 450 poids lourds.
En 2022, au cours d'une troisième et dernière phase de travaux entamés le 14 mars, le pont voit sa circulation régulée pendant neuf mois. À cette occasion, un risque avéré d'écroulement est mentionné. Est en cause une faiblesse des deux poutres de rigidité.